# Demetrio Neyra
Demetrio Neyra Ramos (* 15. Dezember 1908 in Lima; † 27. September 1957 ebenda) war ein peruanischer Fußballspieler. Er nahm an der ersten Fußball-Weltmeisterschaft 1930 in Uruguay teil.

## Karriere
Neyra spielte die meiste Zeit seiner Karriere für Alianza Lima. Zwischen 1927 und 1933 gewann er mit Alianza fünfmal die peruanische Meisterschaft.
Er nahm mit der peruanischen Nationalmannschaft an der Südamerikameisterschaft 1927 im eigenen Land teil, bei der Peru den dritten Platz belegte, und wurde in zwei Spielen eingesetzt. Im Spiel gegen Bolivien erzielte er beim Stand von 0:2 den Anschlusstreffer. Peru gewann die Partie mit 3:2. Bei der Weltmeisterschaft 1930 stand er ebenfalls im Aufgebot Perus.  Dort kam er in den beiden Vorrundenspielen gegen Rumänien und den späteren Weltmeister Uruguay zum Einsatz.

## Erfolge
- Peruanische Meisterschaft: 1927, 1928, 1931, 1932 und 1933